# Robert O'Callaghan
Robert O'Callaghan (Dublino, ottobre 1777 – Londra, 9 giugno 1840) è stato un generale e politico britannico.

## Biografia
Figlio di Cornelius O'Callaghan, I barone Lismore, O'Callaghan entrò nell'esercito britannico nel 1794, quando si unì al 128º reggimento fanteria. Prestò servizio nelle guerre rivoluzionarie e nella guerra peninsulare e temporaneamente comandò una brigata all'interno della 2ª divisione tra il gennaio ed il luglio del 1813, ottenendo infine il comando della 2ª divisione tra febbraio ed aprile del 1814. Passò a comandare la 13ª brigata durante l'occupazione della Francia nel 1815, ottenendo quindi il comando della 3ª brigata dal 1815 al 1817 e la 7^ nel 1818. Nel 1825 divenne comandante in capo della Scozia e nel 1831 divenne comandante in capo dell'armata di Madras, ritirandosi poi dal servizio attivo nel 1836.
Si interessò anche di politica e sedette nella camera dei comuni irlandese per la costituente di Bandonbridge dal 1798 al 1800.
Fu inoltre colonnello del 97º fanteria e del 39º fanteria. Morì celibe a Londra.

## Ascendenza
|                                         |                                           |                                           | Genitori                                  |  |  | Nonni |  |  | Bisnonni              |  |  | Trisnonni           |  |
|                                         |                                           |                                           |                                           |  |  |       |  |  | Cornelius O'Callaghan |  |  | Timothy O'Callaghan |  |
|                                         |                                           |                                           |                                           |  |  |       |  |  | Cornelius O'Callaghan |  |  | Timothy O'Callaghan |  |
|                                         |                                           | …                                         |                                           |  |  |       |  |  | Cornelius O'Callaghan |  |  |                     |  |
| Thomas O'Callaghan                      |                                           |                                           |                                           |  |  |       |  |  | Cornelius O'Callaghan |  |  |                     |  |
|                                         |                                           | Maria Jolley                              | Robert Jolley                             |  |  |       |  |  |                       |  |  |                     |  |
|                                         |                                           | Maria Jolley                              | Robert Jolley                             |  |  |       |  |  |                       |  |  |                     |  |
|                                         |                                           | Maria Jolley                              | …                                         |  |  |       |  |  |                       |  |  |                     |  |
| Cornelius O'Callaghan, I barone Lismore |                                           | Maria Jolley                              |                                           |  |  |       |  |  |                       |  |  |                     |  |
|                                         |                                           | John Davis                                | …                                         |  |  |       |  |  |                       |  |  |                     |  |
|                                         |                                           | John Davis                                | …                                         |  |  |       |  |  |                       |  |  |                     |  |
|                                         |                                           | John Davis                                | …                                         |  |  |       |  |  |                       |  |  |                     |  |
| Sarah Davis                             |                                           | John Davis                                |                                           |  |  |       |  |  |                       |  |  |                     |  |
|                                         |                                           | Anne Caulfeild                            | William Caulfeild, II visconte Charlemont |  |  |       |  |  |                       |  |  |                     |  |
|                                         |                                           | Anne Caulfeild                            | William Caulfeild, II visconte Charlemont |  |  |       |  |  |                       |  |  |                     |  |
|                                         |                                           | Anne Caulfeild                            | Anne Margetson                            |  |  |       |  |  |                       |  |  |                     |  |
| Robert O'Callaghan                      |                                           | Anne Caulfeild                            |                                           |  |  |       |  |  |                       |  |  |                     |  |
|                                         | Brabazon Ponsonby, I conte di Bessborough | William Ponsonby, I visconte Duncannon    |                                           |  |  |       |  |  |                       |  |  |                     |  |
|                                         | Brabazon Ponsonby, I conte di Bessborough | William Ponsonby, I visconte Duncannon    |                                           |  |  |       |  |  |                       |  |  |                     |  |
|                                         | Brabazon Ponsonby, I conte di Bessborough | Mary Moore                                |                                           |  |  |       |  |  |                       |  |  |                     |  |
| John Ponsonby                           | Brabazon Ponsonby, I conte di Bessborough |                                           |                                           |  |  |       |  |  |                       |  |  |                     |  |
|                                         |                                           | Sarah Margetson                           | John Margetson                            |  |  |       |  |  |                       |  |  |                     |  |
|                                         |                                           | Sarah Margetson                           | John Margetson                            |  |  |       |  |  |                       |  |  |                     |  |
|                                         |                                           | Sarah Margetson                           | Alice Caulfeild                           |  |  |       |  |  |                       |  |  |                     |  |
| Frances Ponsonby                        |                                           | Sarah Margetson                           |                                           |  |  |       |  |  |                       |  |  |                     |  |
|                                         |                                           | William Cavendish, III duca di Devonshire | William Cavendish, II duca di Devonshire  |  |  |       |  |  |                       |  |  |                     |  |
|                                         |                                           | William Cavendish, III duca di Devonshire | William Cavendish, II duca di Devonshire  |  |  |       |  |  |                       |  |  |                     |  |
|                                         |                                           | William Cavendish, III duca di Devonshire | Rachel Russell                            |  |  |       |  |  |                       |  |  |                     |  |
| Elizabeth Cavendish                     |                                           | William Cavendish, III duca di Devonshire |                                           |  |  |       |  |  |                       |  |  |                     |  |
|                                         |                                           | Catherine Hoskins                         | John Hoskins                              |  |  |       |  |  |                       |  |  |                     |  |
|                                         |                                           | Catherine Hoskins                         | John Hoskins                              |  |  |       |  |  |                       |  |  |                     |  |
|                                         |                                           | Catherine Hoskins                         | Catherine Hale                            |  |  |       |  |  |                       |  |  |                     |  |
|                                         |                                           | Catherine Hoskins                         |                                           |  |  |       |  |  |                       |  |  |                     |  |